# Kétvölgy
Kétvölgy (szlovénül: Verica-Ritkarovci, vendül: Verica/Virica-Ritkarofci, latinul: Perbese et Mechnuk, németül: Permisch und Riegersdorf) község Vas vármegye Szentgotthárdi járásában.
1950-ben jött létre két korábbi község, Vashegyalja (ennek neve 1944-ig Permise volt) és Ritkaháza egyesítésével Ritkaháza ideiglenes néven. Mai nevét 1951-ben kapta.

## Fekvése
Kétvölgy Vas vármegye délnyugati részén, a Rába menti Vendvidéken elhelyezkedő szórványtelepülés, a 7458-as út mentén.
A legtöbb házat rét övezi, melyeket erdős területek határolnak. A falu és egyben vidék másik jellegzetessége a boronafalú pajták és a tóka, mely egy mesterséges, kerített tó, ahol az esővizet és a hólét gyüjtötték össze állati itatás és öntözés céljából.
1978-tól az Őrségi Tájvédelmi Körzet részeként fokozottan védett terület, 2001-től az Őrségi Nemzeti Parkhoz tartozik. 
Legmagasabb pontja a 367 méteres Katinbrejg (Katalin-hegy).

### Dűlők
(köztük a térképeken nem jelzett dűlők, a helybeliek kiejtése szerint)
- Sztávlánczá
- Malőja
- Rénják
- Gyrséc
- Gleiszkovecz
- Gyelénscsek
- Törnyek
- Kamen
- Bárétyá (Berekalja)
- Grabá (Árok)
- Doléj (Hegyalja)
- Dolényá (Hegydűlő)
- Zsgáliná
- Málinyá (Málnás)
- Glávkje (kj=ty)

### Utak
- Régi kerkafői (csöpinczi) út (Sztárá csöpinszká paut)
- Miseút (Cérkjevni paut kj=ty) Felsőszölnök és a 7454-es út irányába

### Határos települések
Apátistvánfalva (Števanovci), Szakonyfalu (Sakalovci), Alsószölnök (Dolnji Senik), Felsőszölnök (Gornji Senik), Kerkafő (Szlovénia).

## Közélete

### Községi bírók 1950 előtt
- Lázár Ferenc (Permisén, 1870-es évek)
- Trajbár György (Ritkaházán, 1800-as évek közepe)

### Tanácselnökök 1950–1990 között
- Barabás István
- Konkolics Vendel

### Polgármesterei
- 1990–1994: Dr. Talabér Zsolt (független)[4]
- 1994–1998: Dr. Talabér Zsolt (független)[5]
- 1998–2002: Doncsecz Károly (független)[6]
- 2002–2005: Doncsecz Károly (független szlovén kisebbségi)[7]
- 2005–2006: Doncsecz András (független)[8]
- 2006–2010: Doncsecz András Bálint (független)[9]
- 2010–2014: Doncsecz András Bálint (független)[10]
- 2014–2019: Doncsecz András Bálint (független)[11]
- 2019–2024: Doncsecz András Bálint (független)[12]
- 2024– : Doncsecz András Bálint (független)[1]

A településen 2005. szeptember 4-én időközi polgármester-választást tartottak, az előző polgármester halála miatt.

## Népesség
A település népességének változása:
| Lakosok száma | 97   | 103  | 97   | 87   | 98   | 92   | 99   |
|               | 2013 | 2014 | 2015 | 2021 | 2022 | 2023 | 2024 |

A 2011-es népszámlálás során a lakosok 97,1%-a magyarnak, 71,4% szlovénnek, 1% németnek mondta magát (2,9% nem nyilatkozott; a kettős identitások miatt a végösszeg nagyobb lehet 100%-nál). A vallási megoszlás a következő volt: római katolikus 74,3%, református 2,9%, felekezet nélküli 2,9% (20% nem nyilatkozott).
2022-ben a lakosság 86,7%-a vallotta magát magyarnak, 56,1% szlovénnek, 5,1% németnek, 1% ruszinnak, 3,1% egyéb, nem hazai nemzetiségűnek (12,2% nem nyilatkozott; a kettős identitások miatt a végösszeg nagyobb lehet 100%-nál). Vallásuk szerint 63,3% volt római katolikus, 1% református, 4,1% egyéb keresztény, 5,1% felekezeten kívüli (26,5% nem válaszolt).

## Érdekességek

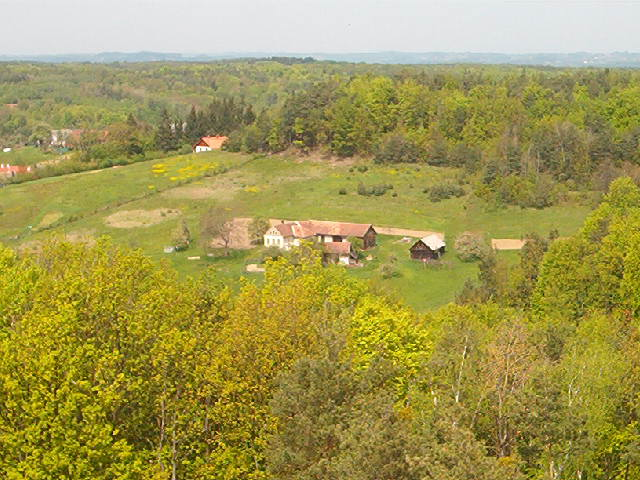
A permisei rész a Kamen (Köves) dülőnél

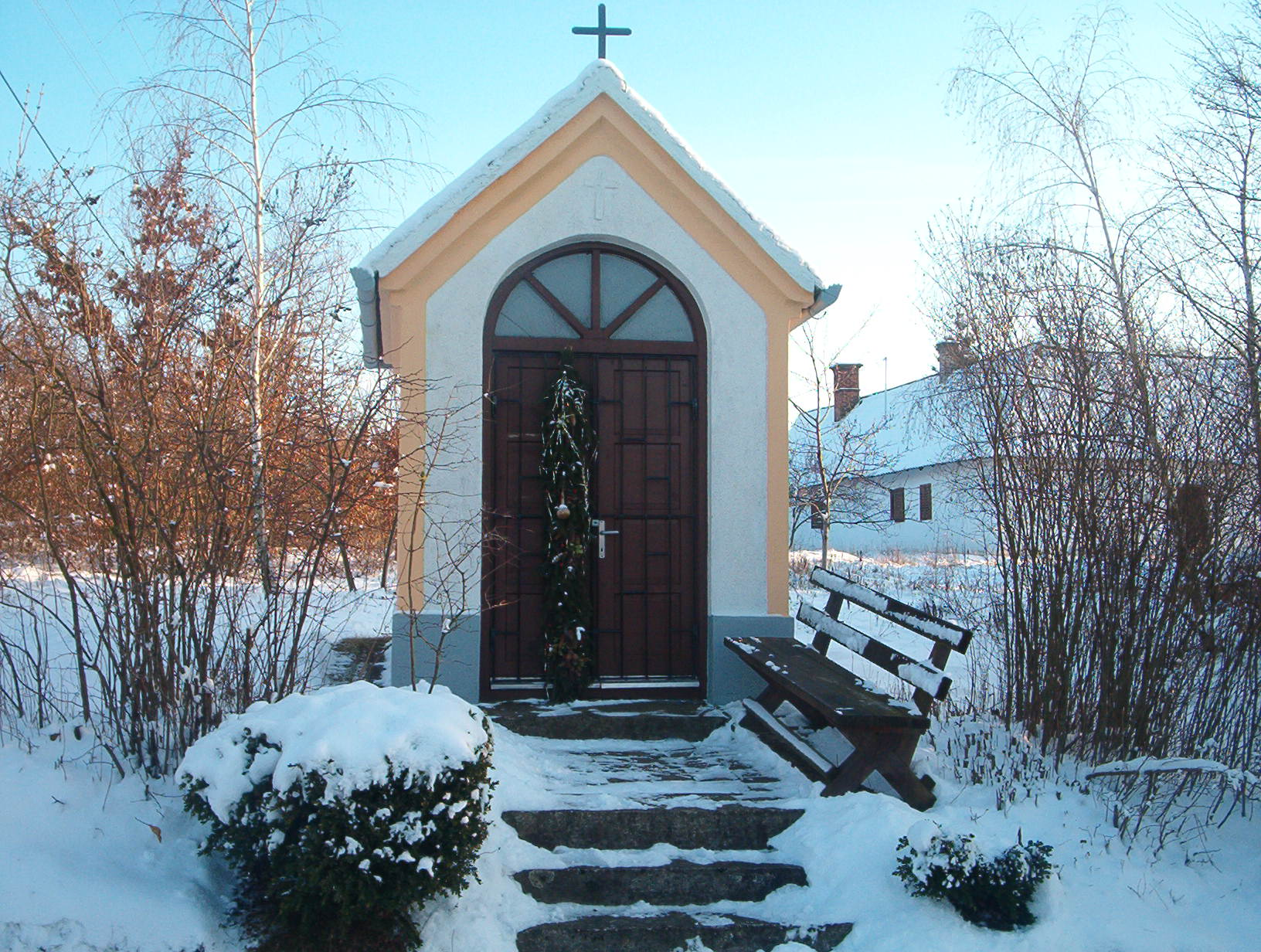
Tél – A ritkaházi kápolna januári hótakaróban.

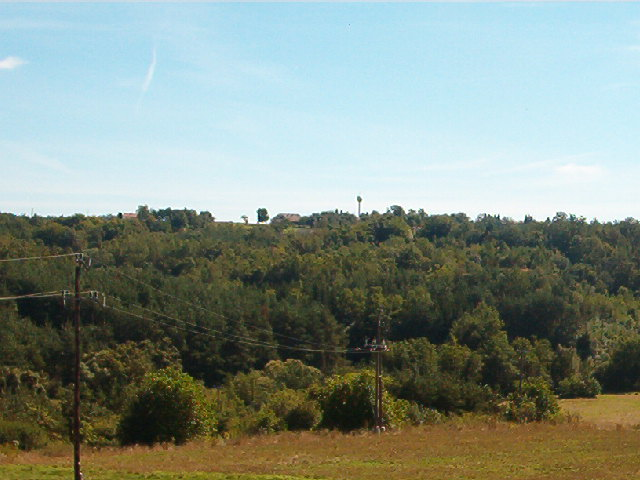
Permise Ritkaházáról nézve

A falu Törnyeknak (térképeken Türnyek) nevezett dűlőjéhez kapcsolódik egy legenda, amely összefüggésben áll szentgotthárdi csata idején a környéken végbement eseményekkel. A legenda szerint törökök elástak egy aranyborjút ezen a területen. Igaz, hasonló legendák vannak más környékbeli községek, mint Felsőszölnök és Csörötnek szájhagyományaiban, de ugyanúgy történeti alapja van, mert a dűlőnév szlovén neve a török szót takarja, s 1664-ben az oszmán sereg tábora idáig húzódott.
Kétvölgy jelenlegi nevét onnan kapta, hogy a község magvát két patakvölgy köti össze.
1945 márciusában 13 szlovén, szerb és horvát partizán érkezett a faluba, akik egy Borovnyák János (1910-1993) nevezetű helyi lakosnál szálltak meg. A katonaság megszimatolta ittlétüket és megpróbálták elfogni őket. A heves tűzharcban a partizán parancsnok Mirkó (eredetileg Alojz Škarjanc) elesett, a többi társának sikerült elmenekülnie.

## Története
Kétvölgy két település, Permise (Verica) és Ritkaháza (Ritkarovci) egyesítéséből keletkezett. 
A községekről 1387-ből találunk írásos említéseket Perbese és Mechnuk néven. Permise a 12. századtól ciszterci birtok volt, majd a dobrai, aztán a szentgotthárdi uradalom része. 
Ritkaházát szintén a ciszterciek birtokolták, aztán a gróf Nádasdy családé lett a 18. században, végül a 19. századig a felsőlendvai uradalomhoz tartozó falu volt. 1645-től hívják Ritkarocznak, 1895-től Ritkaházának.
1632-ben a községek, hogy elkerüljék a pusztítást, adófizetéssel járó meghódolással alávetik magukat a törököknek. Az 1848–49-es forradalom és szabadságharcból is kivette a két település a részét, név szerint ismerjük Permiséről Doncsecs János és Kovács Miklós, Ritkaházáról Goszlár József, Treiber József és Ipsics György (őt Pinkamindszenten sorozták be) honvédeket.
A település neve a múltban gyakran változott. Először 1944-ben vonták össze a két községet Vashegyalja néven. 1946-ban különváltak, de Permise megőrizte a Vashegyalja nevet. 1950-ben ismét egyesítették őket, először Ritkaháza ideiglenes néven, végül 1951-ben kapta a végleges Kétvölgy nevet. A település 90%-a szlovén nemzetiségű, akik a szlovén nyelv vendnek nevezett magyarországi dialektusát beszélik.

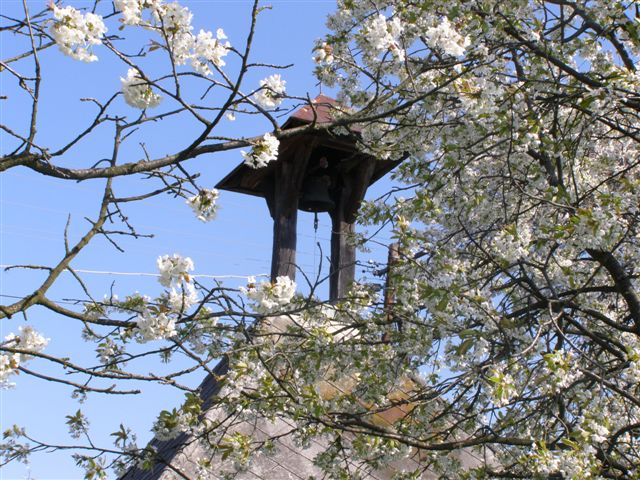
A ritkaházi harangláb tavasznyíláskor

1995 óta szlovén kisebbségi önkormányzat működik Kétvölgyön. 2002-ben nyitottak meg egy újabb magyar-szlovén határátkelőt közte és a szomszéd település, Kerkafő között.
2007. október 17-én a magyar és a szlovén kormányfő, Gyurcsány Ferenc illetve Janez Janša lerakták a Kétvölgy és Felsőszölnök között kiépítendő út alapkövét. Orbán Viktor miniszterelnök Alenka Bratušek szlovén miniszterelnök jelenlétében 2014. január 10-én átadta az összekötő utat.

## Nevezetességei
- A ritkaházi temető

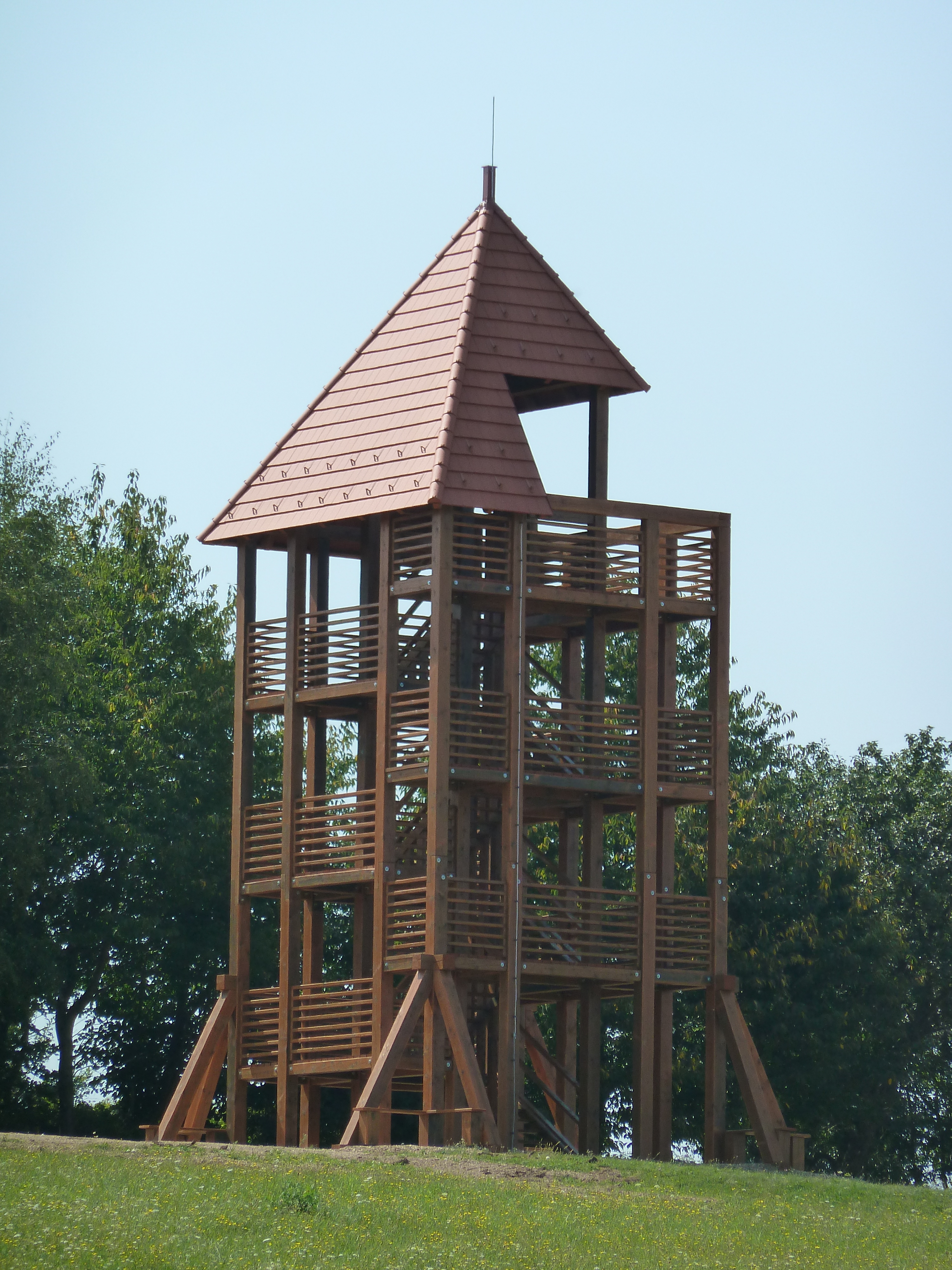
Az új kilátó

- Doncsecz Károly fazekasmester hagyatékul maradt kerámiái
- Hajlított lakóház: 17. századi zsúpfedeles, tömésszerkezetű, boronafalú parasztház a központi részen, a Fő utca 36. szám alatt
- Ritkaházai harangláb (1865)
- új kilátó: É 46° 52,653', K 16° 13,655'
- kulturális rendezvények: Nyitott Határ Napja, Nemzetiségi Falunap, Rábamenti Napok

## Külső hivatkozások
- Kétvölgy térképe a TérképCentrumban Archiválva 2005. május 28-i dátummal a Wayback Machine-ben